# Celaena reniformis
Celaena reniformis är en fjärilsart som beskrevs av Augustus Radcliffe Grote 1874. Celaena reniformis ingår i släktet Celaena och familjen nattflyn. Inga underarter finns listade i Catalogue of Life.